# کوردری سویت‌واتر لیکس، ایندیانا
کوردری سویت‌واتر لیکس (به انگلیسی: Cordry Sweetwater Lakes) یک منطقهٔ مسکونی در ایالات متحده آمریکا است که در شهرستان براون، ایندیانا واقع شده‌است. کوردری سویت‌واتر لیکس ۸٫۸ کیلومتر مربع مساحت و ۱٬۱۲۸ نفر جمعیت دارد و ۲۸۸٫۶۵ متر بالاتر از سطح دریا واقع شده‌است.